# آدریانا پرنته
آدریانا پرنته (انگلیسی: Adriana Parente؛ زادهٔ ۱۴ آوریل ۱۹۸۰) بازیکن فوتبال اهل برزیل است.
از باشگاه‌هایی که در آن بازی کرده‌است می‌توان به باشگاه فوتبال پالمیراس اشاره کرد.
وی همچنین در تیم‌های ملی فوتبال بازی کرده‌است.